# Province de Ranong
Ranong (en thaï : ระนอง) est une province (changwat) de Thaïlande.
Elle est située dans le sud du pays et limitrophe de la Birmanie (Région de Tanintharyi), dont elle est séparée par la Kraburi (ou Pak Chan). Sa capitale est la ville de Ranong.
Cette province est connue pour ses vastes mangroves, ses sources d'eau chaude et ses îles.

## Subdivisions

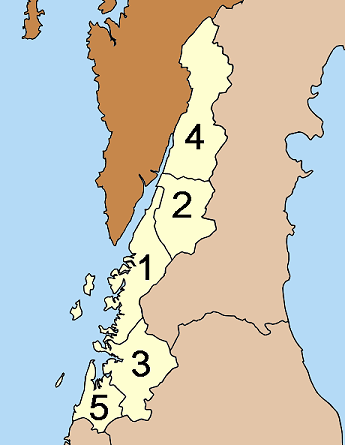
Carte des amphoe de la province de Ranong.

Ranong est subdivisée en 5 districts (amphoe) : Ces districts sont eux-mêmes subdivisés en 30 sous-districts (tambon) et 167 villages (muban).
| 1. Mueang Ranong 2. La-un 3. Kapoe | 1. Kra Buri 2. Suk Samran |

## Climat
C'est la région la plus humide de Thaïlande avec 8 mois de saison des pluies (mousson) et 4 mois de saison chaude.

## Économie
La pêche industrielle est une des principales activités économiques de la province. On peut aussi mentionner la production de porcelaine, les plantations d'hévéa et la culture du durian.

## Géographie et nature
On trouve dans la province de Ranong la plus vaste forêt de mangrove de la Thaïlande.

Il y a 4 parcs nationaux: Parc national de Namtok Ngao ; Parc national de Mu Ko Ranong ; Parc national de Laemson et Parc national de Lam Nam Kra Buri.

Parcs nationaux
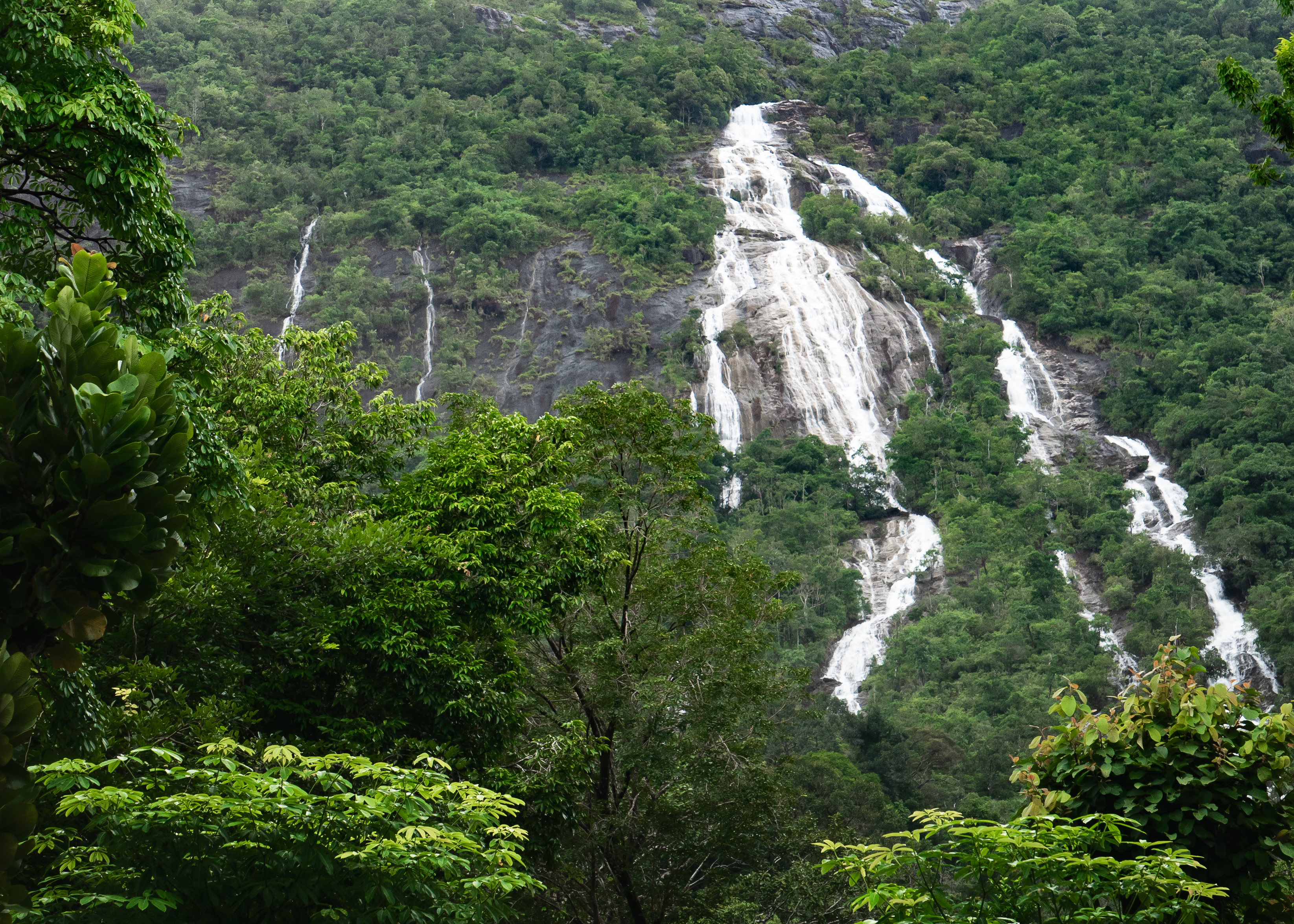
Parc national de Namtok Ngao, cascade de Ngao
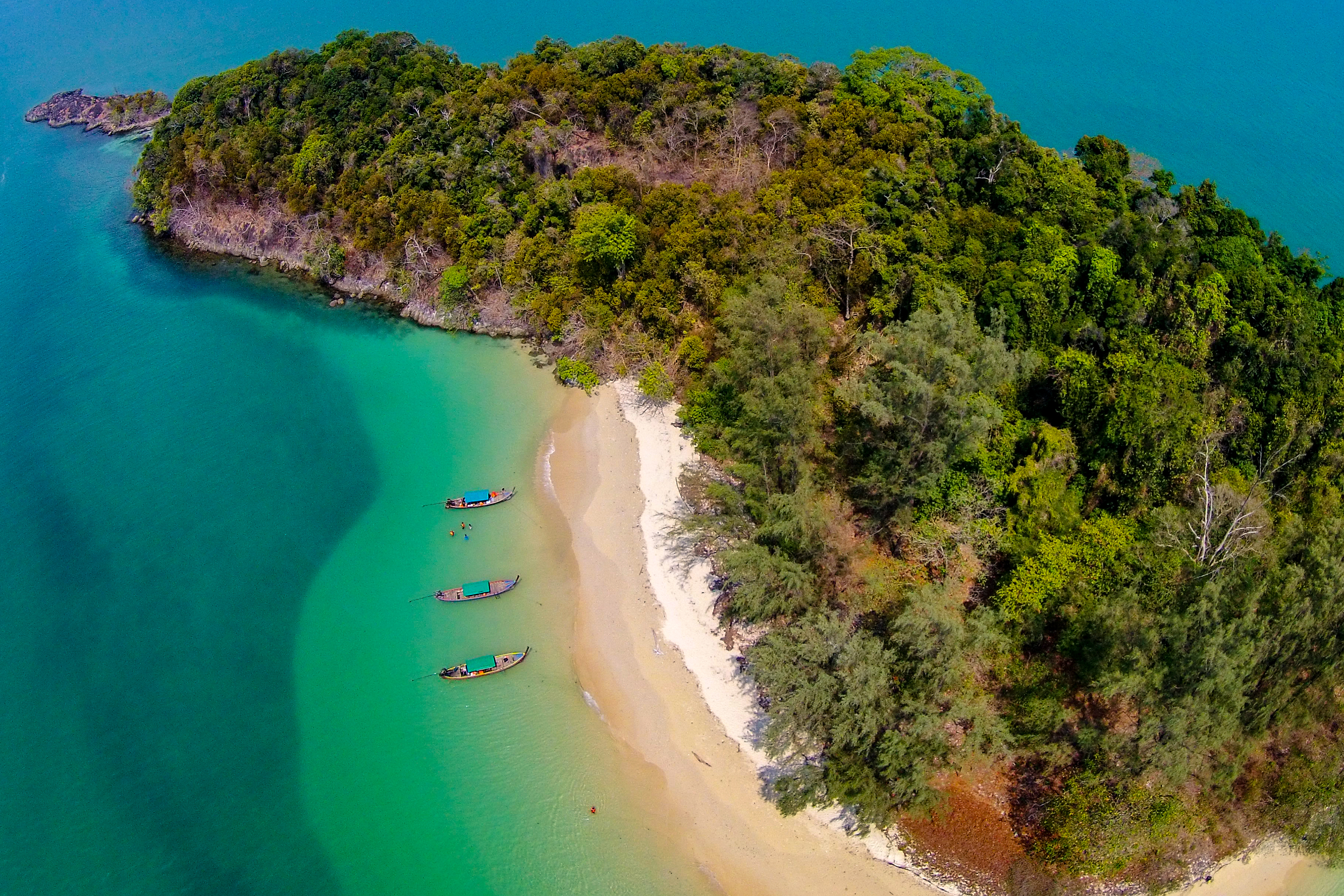
Parc national de Laem Son
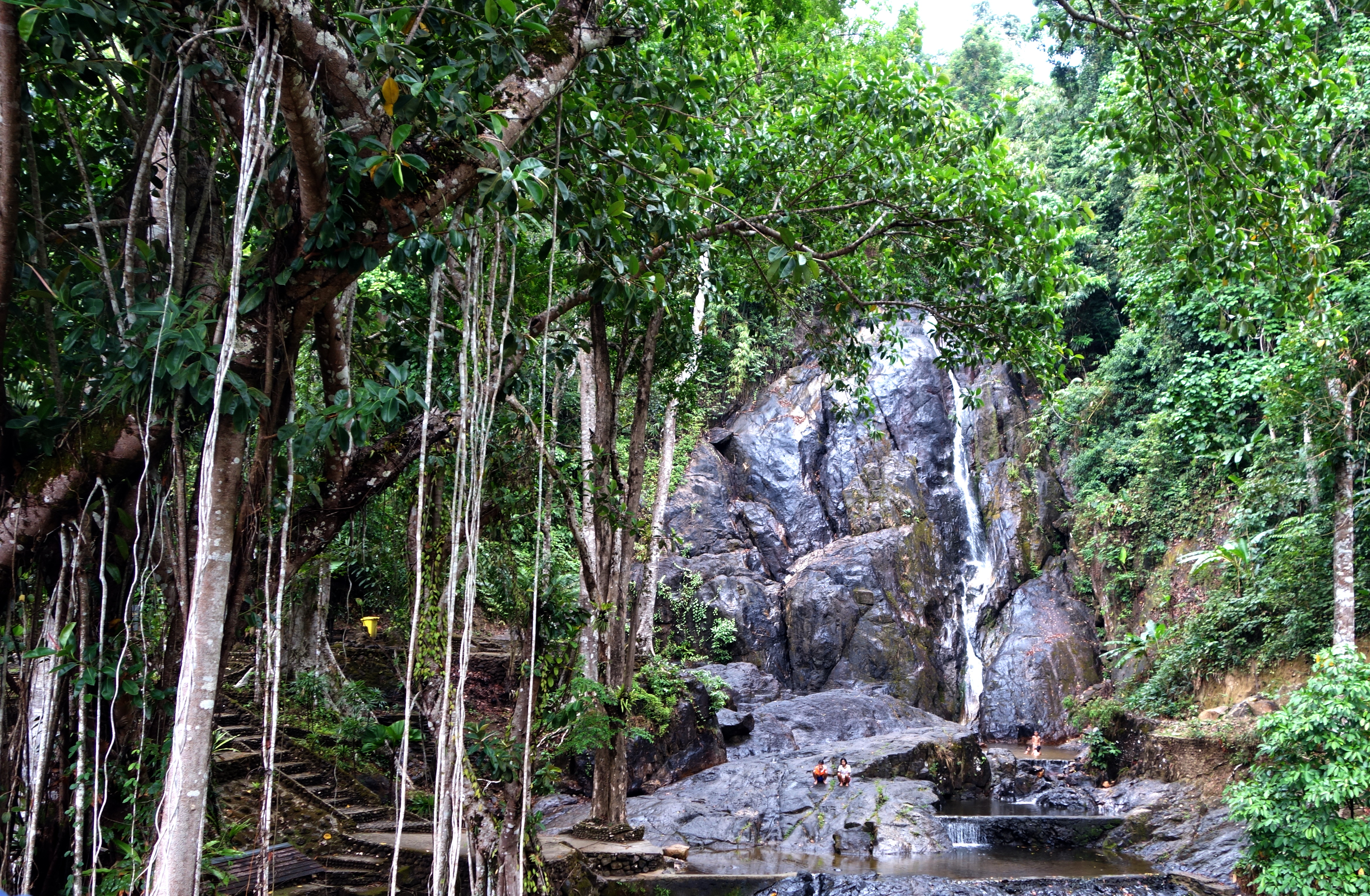
Parc national de Lam Nam Kha Kra Buri, cascade de Punyaban

Il y a aussi 4 sanctuaires de faunes : Sanctuaire de faune de Khlong Natcha ; Sanctuaire de faune de Mae Yai Mon ; Sanctuaire de faune de Thung Raya -Na Sak et Sanctuaire de faune du Prince Chumpon.

## Galeries

Poissons de mangrove
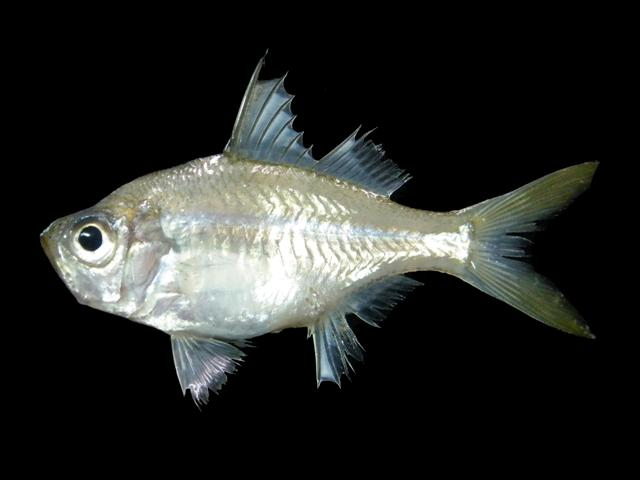
Ambassis interrupta
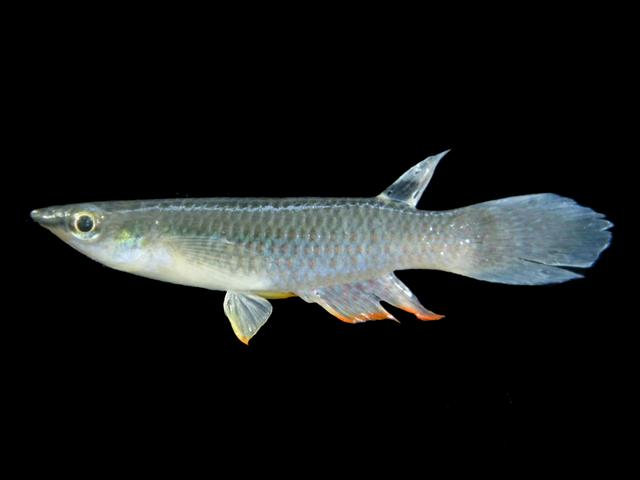
Aplocheilus panchax
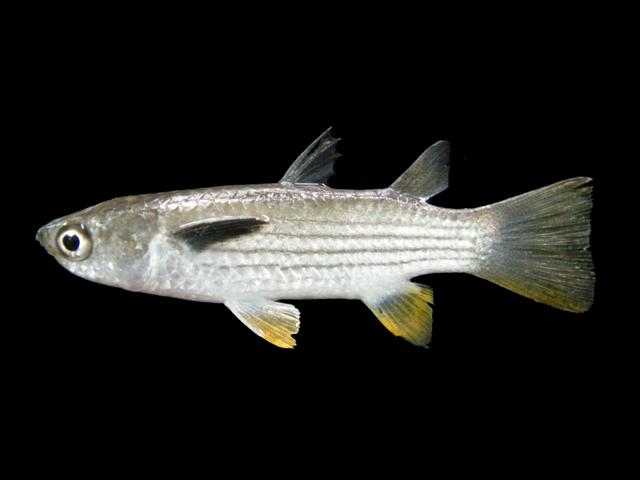
Ellochelon vaigiensis
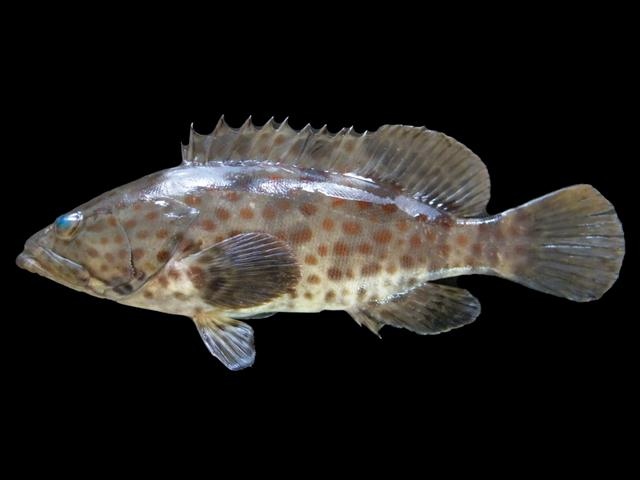
Mérou à taches orange Epinephelus coloides
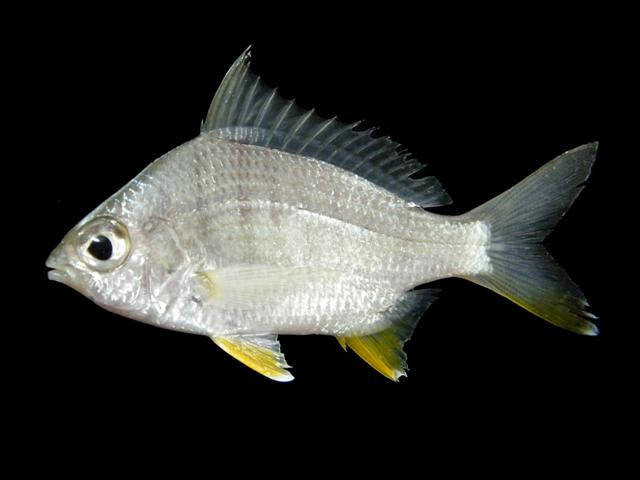
Gerres erythrourus
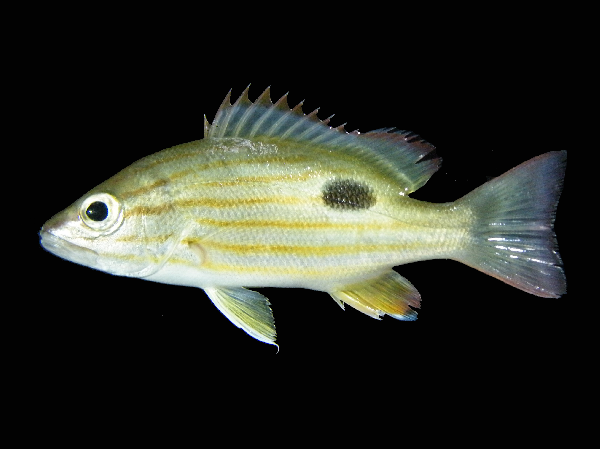
Lutjanus russellii
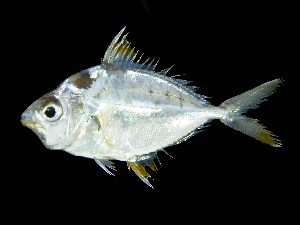
Nuchequula gerroides
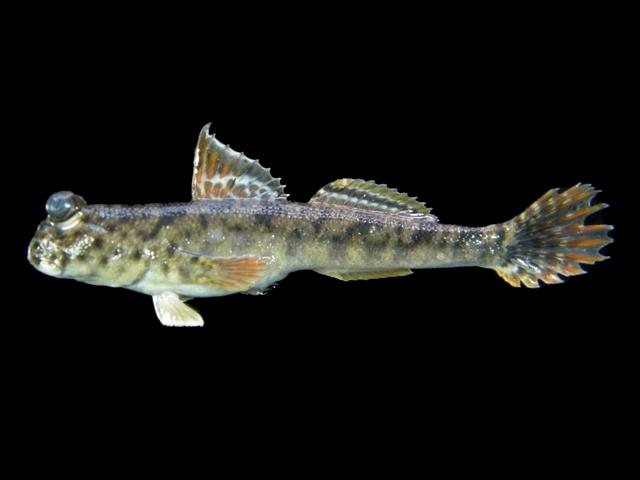
Poisson-grenouille ou Gobie sauteur Periophthalmus argentilineatus
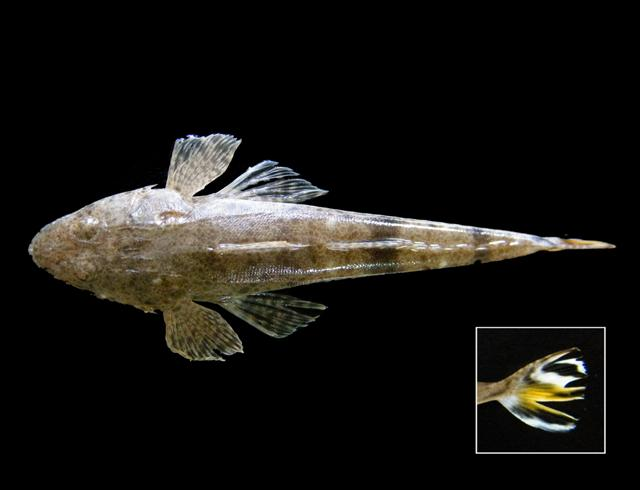
Platycephalus indicus
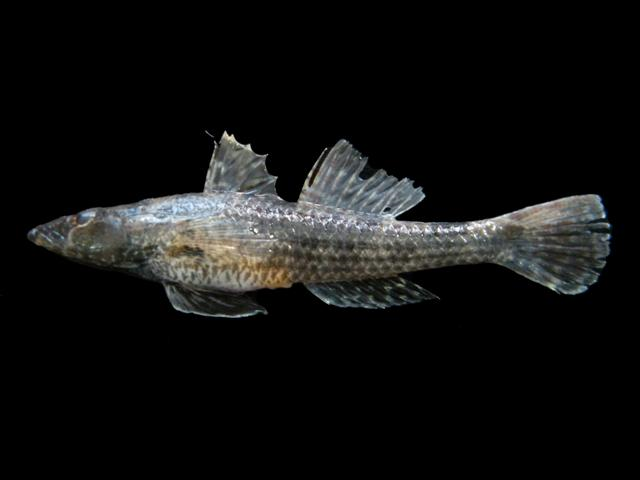
Psammogobius biocellatus
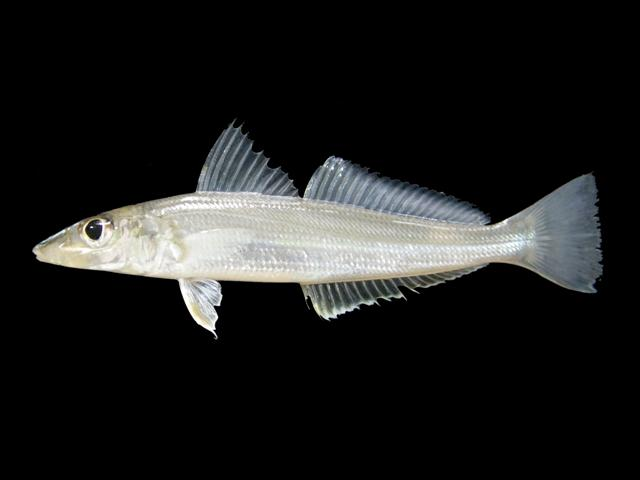
Pêche-madame argenté Sillago sihama
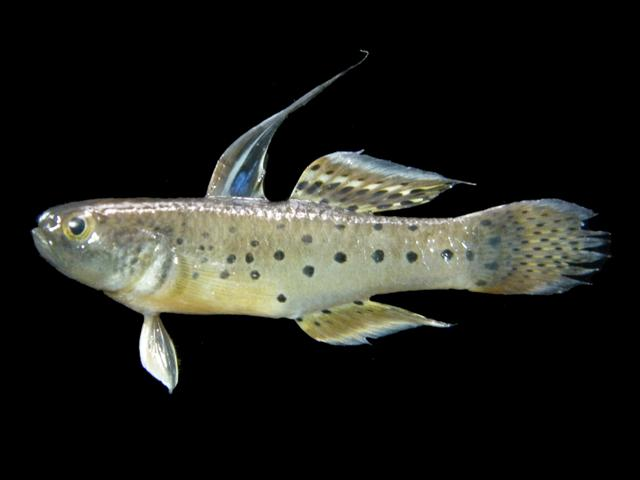
Stimagobius sadanundio
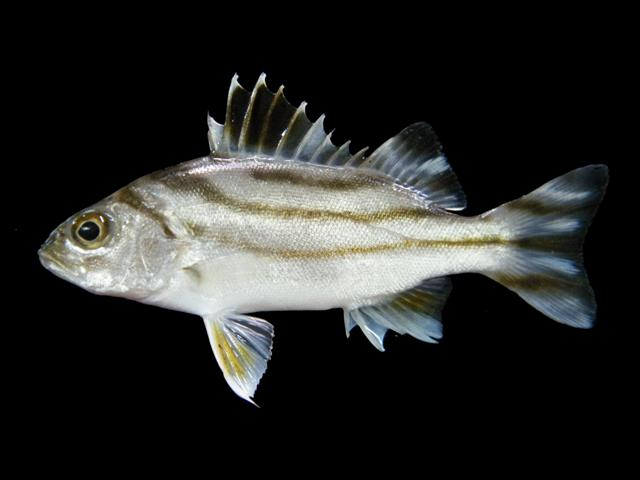
Terapon jarbua
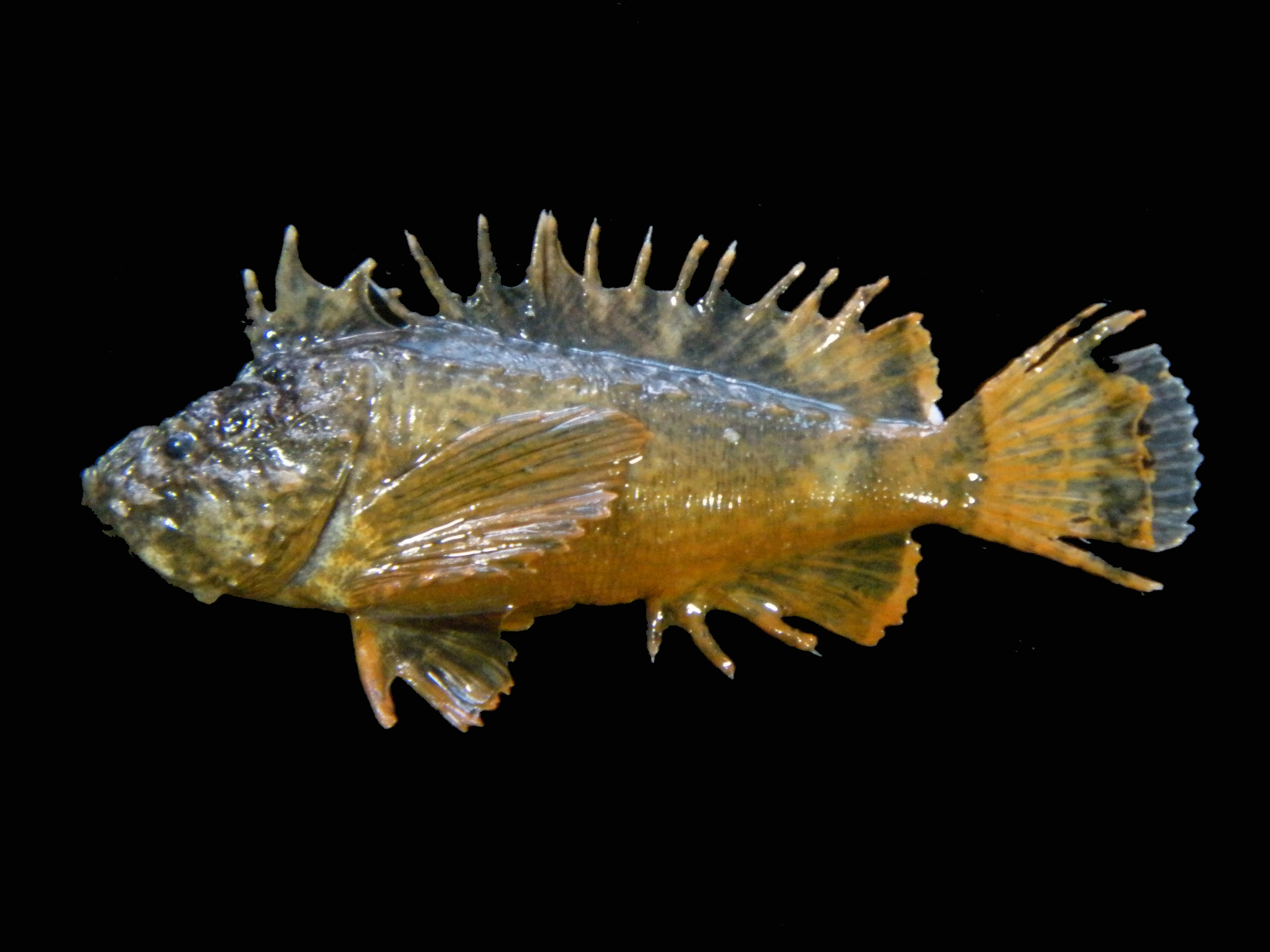
Vespicula trachinoides
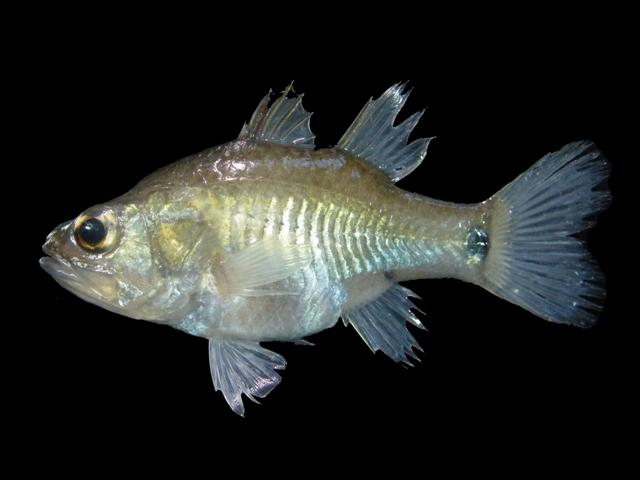
Yarica hyalosoma

Poissons d'eau douce
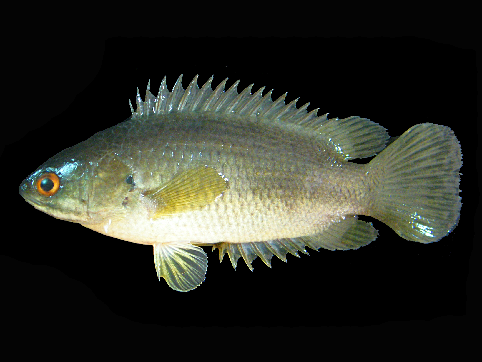
Perche grimpeuse Anabas testudineus
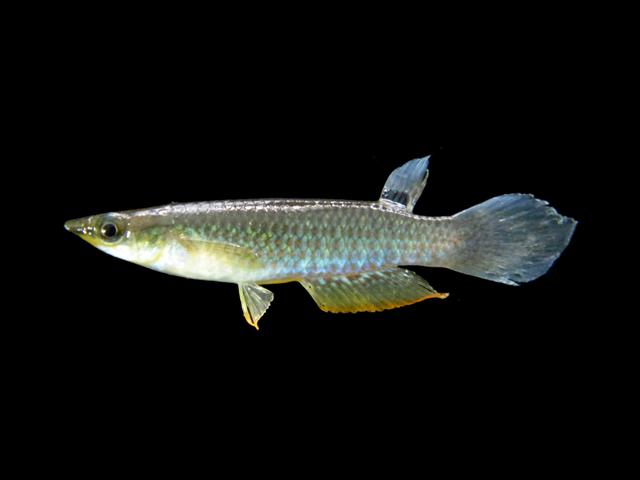
Aplocheilus panchas
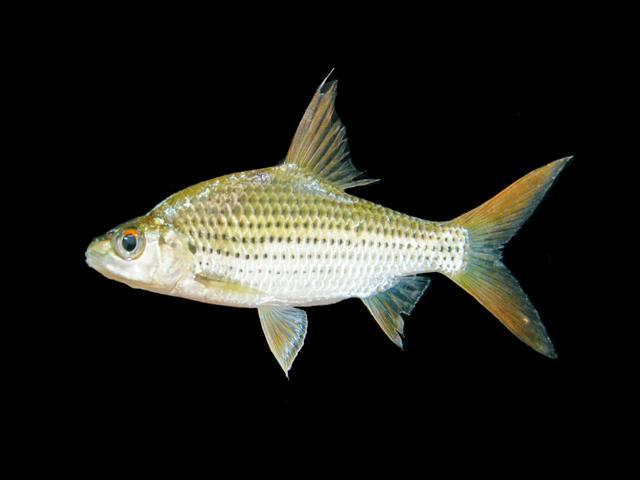
Cyclocheilichthys apogon
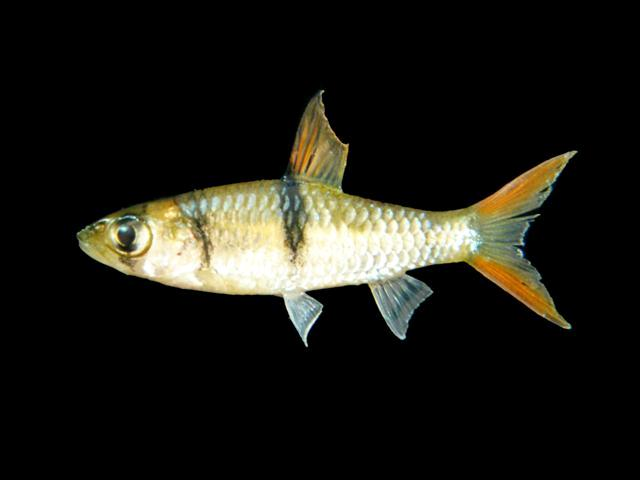
Hampala macrolepidota
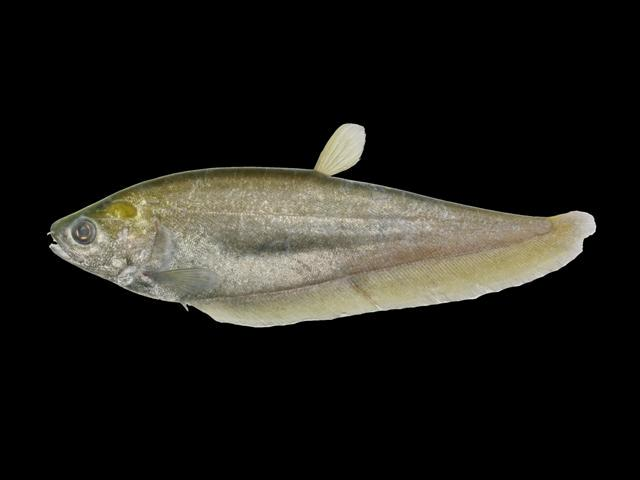
Notopterus notopterus
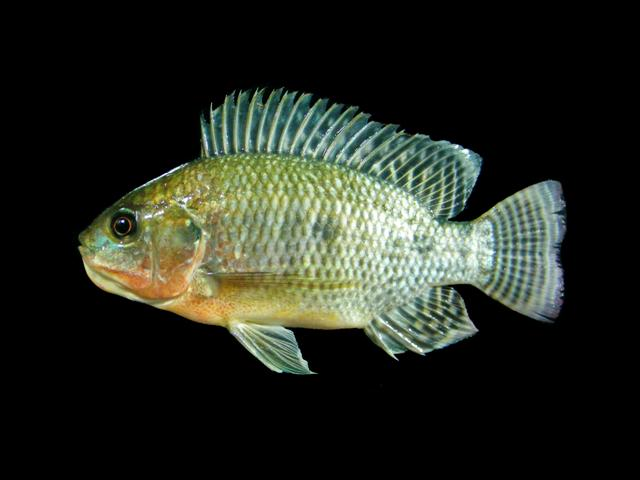
Tilapia du Nil Oreochromis niloticus
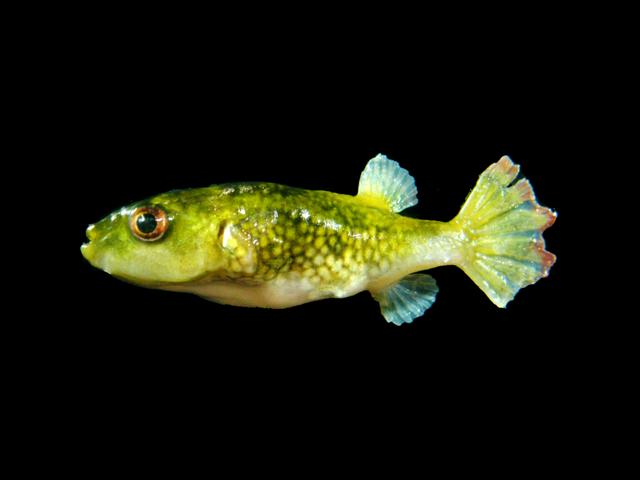
Tetraodon cutcutia

Poissons de mer
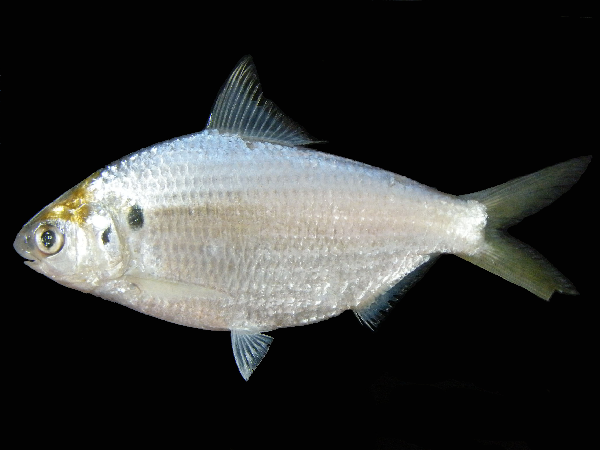
Anodontostoma chacunda
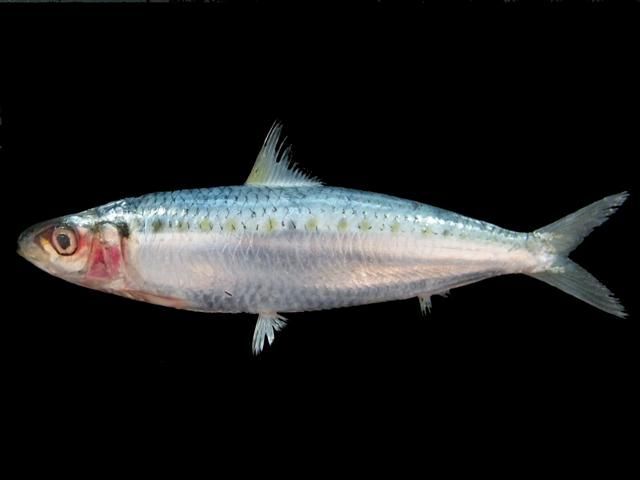
Amblygaster sirm
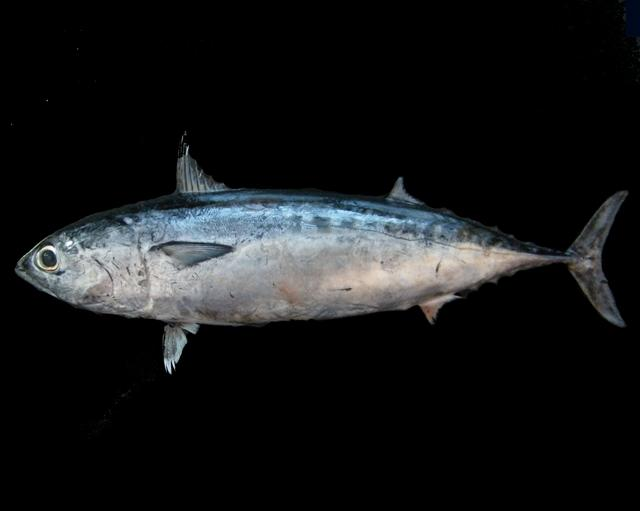
Auxis thazard thazard
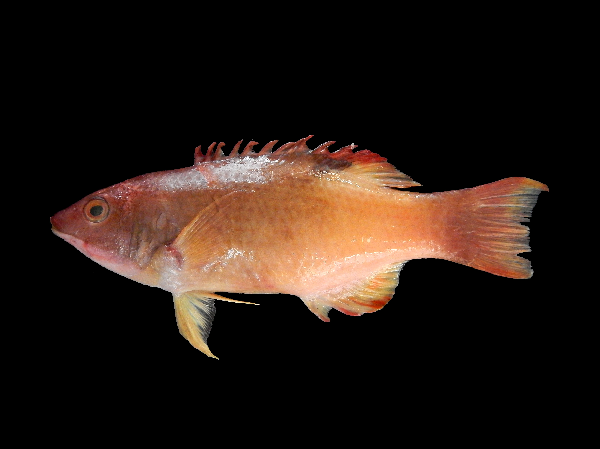
Bodianus neilli
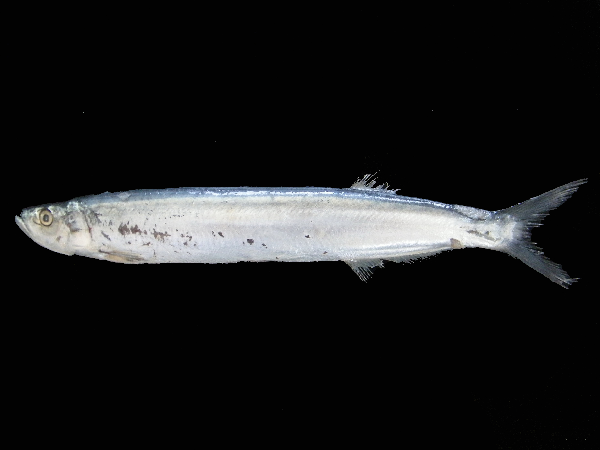
Sabre de mer Chirocentrus dorab
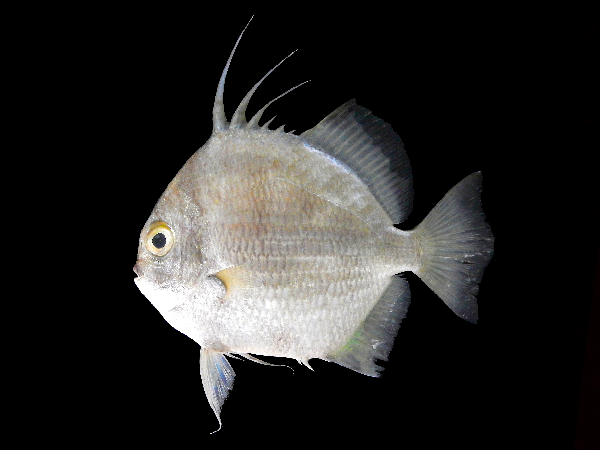
Ephippus orbis
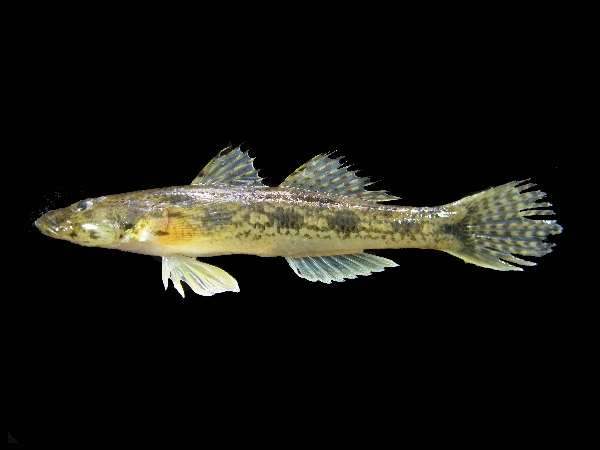
Gobie Glossogobius giuris
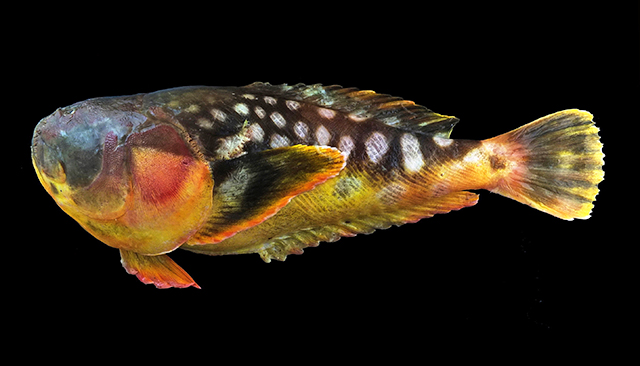
Ichthyscopus lebeck
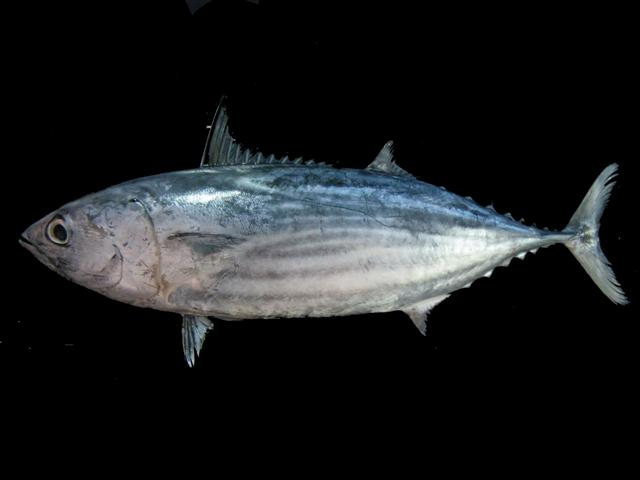
Thon rose ou Bonite à ventre rayé Katsuwonus pelamis
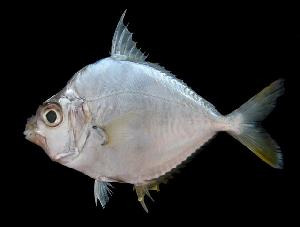
Leiognathus equulus
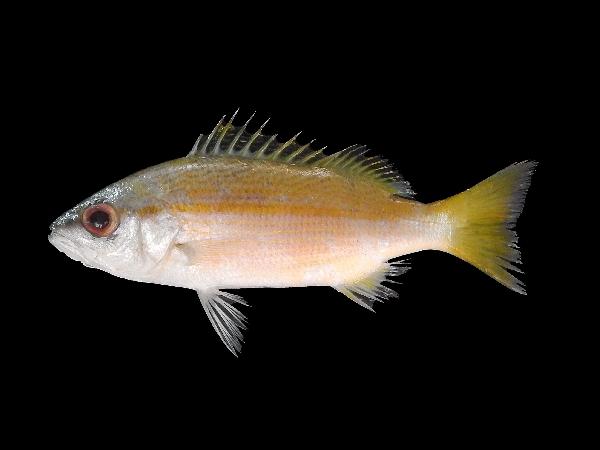
Lutjanus lutjanus
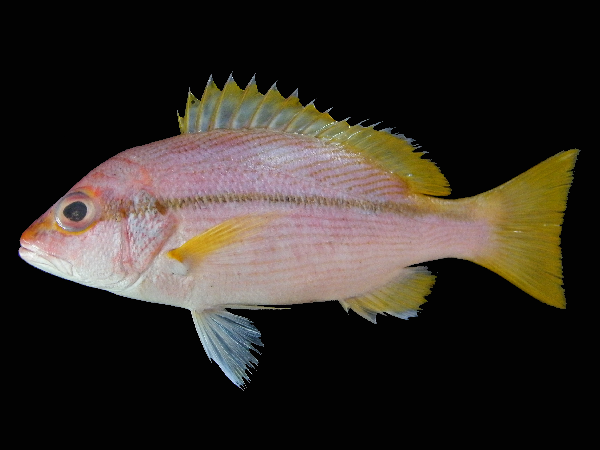
Lutjanus vitta
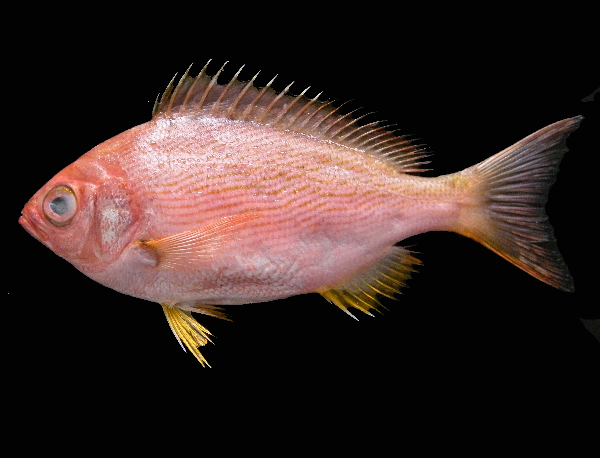
Pinjalo pinjalo
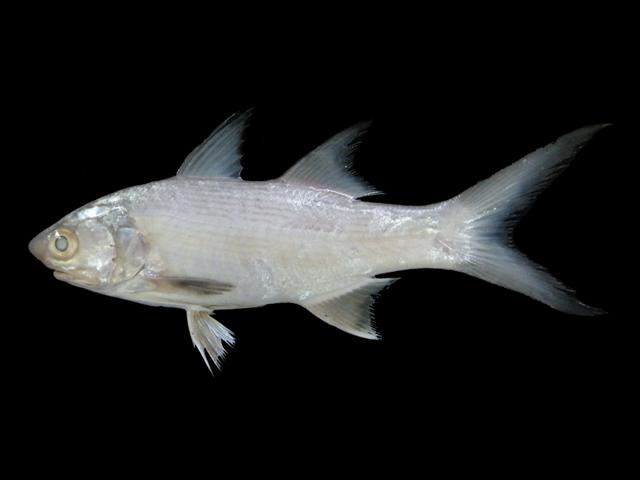
Polydactylus plebeius
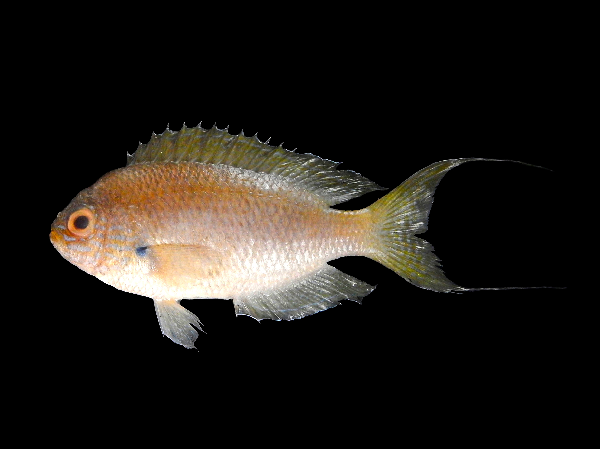
Pristotis obtusirostris
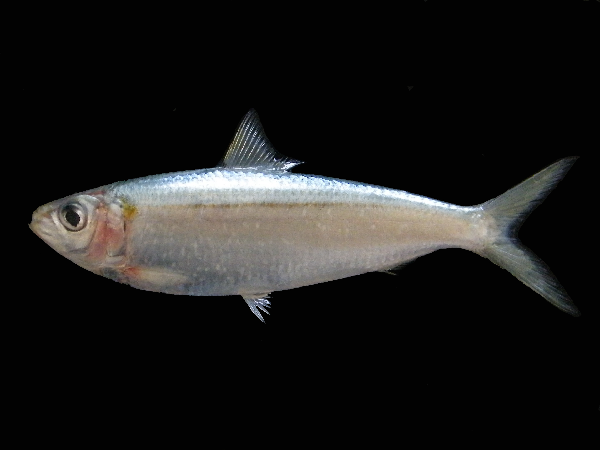
Sardinella gibbosa
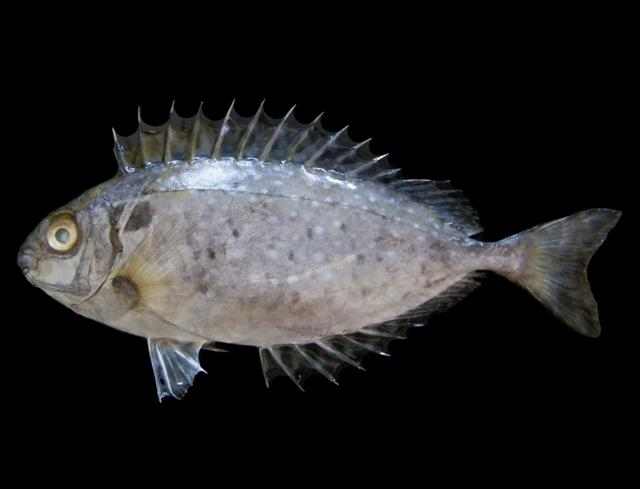
Sigan pintade Siganus canaliculatus
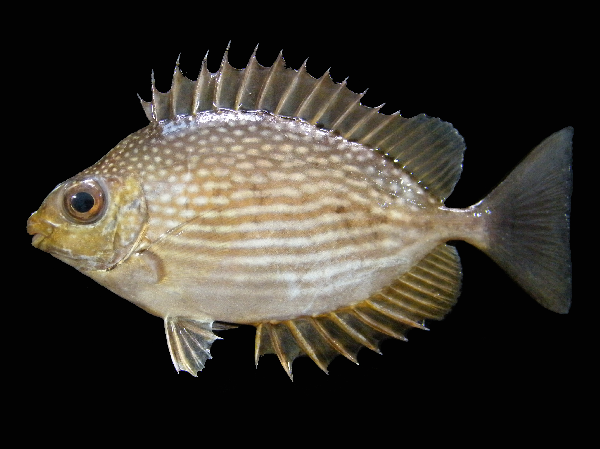
Sigan ondulé Siganus javus
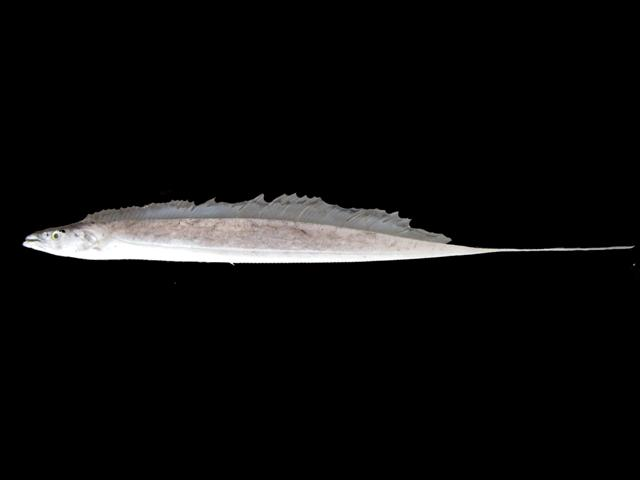
Poisson-sabre commun Trichiurus lepturus

Quelques requins pêchés par les marins au large de Ranong ...
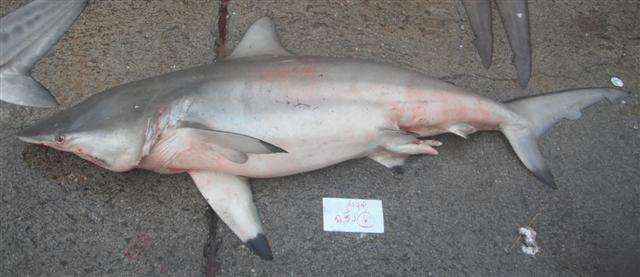
Requin gris de récif Carcharhinus amblyrhynchoides
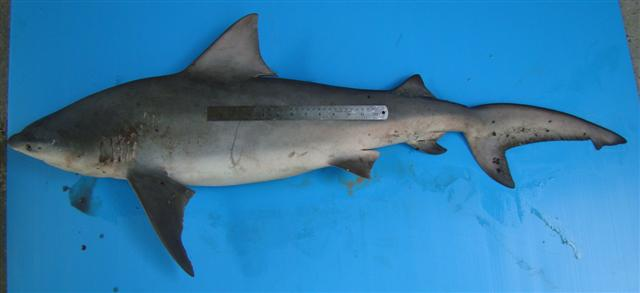
Requin balestrine Carcharhinus amboinensis
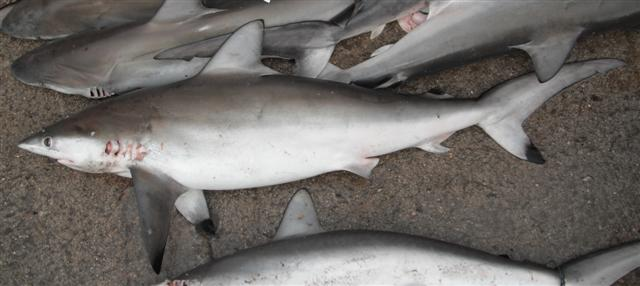
Requin à queue tachetée Carcharhinus sorrah
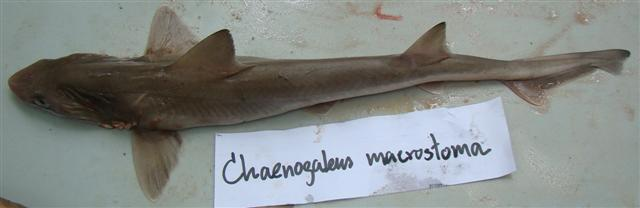
Milandre harpon Chaenogaleus macrostoma
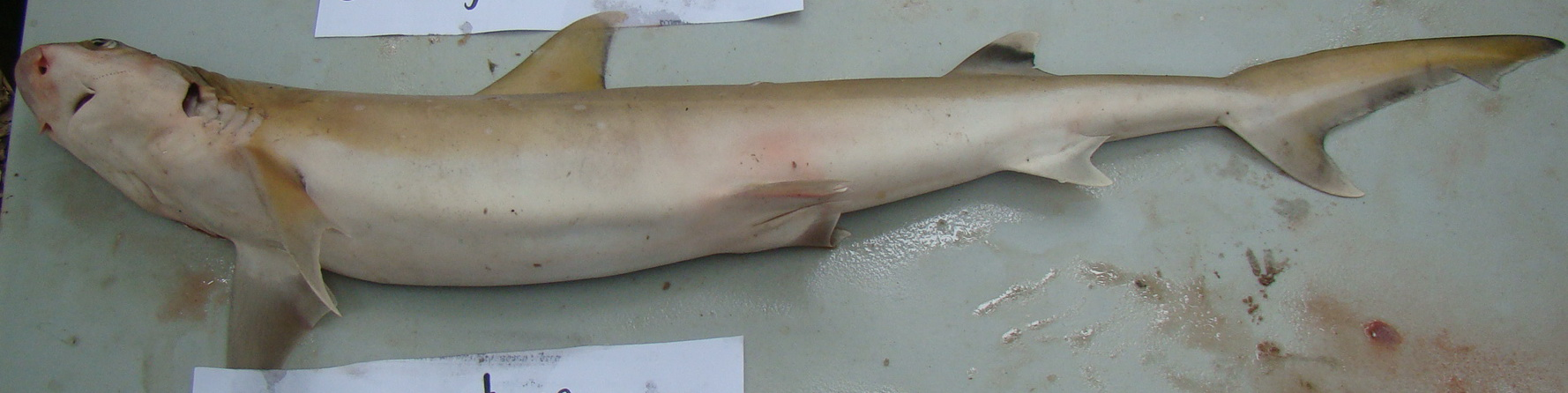
Milandre faucille Hemigaleus microstoma
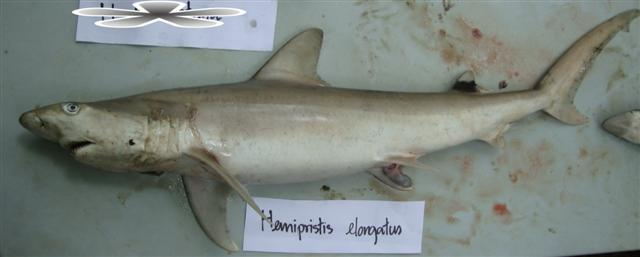
Hemipristis elongata
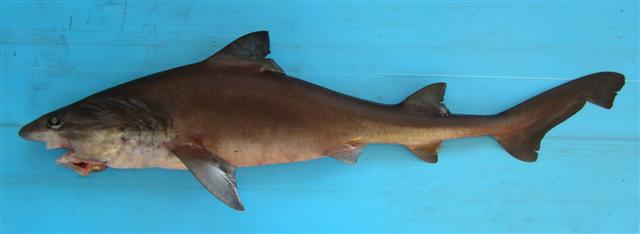
Requin-hâ à gros yeux Iago omanensis
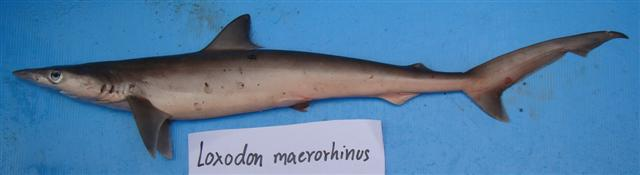
Requin sagrin  Loxodon macrorhinus
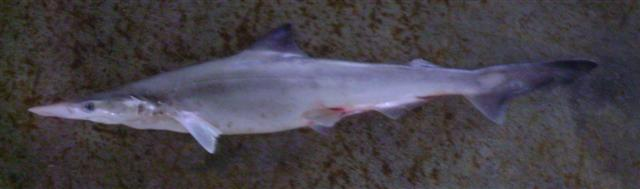
Requin épée Scoliodon laticaudus